# 异丙乐灵
异丙乐灵（也称为异乐灵）是一种含氮有机化合物，分子式C
15H
23N
3O
4，属于二硝基苯胺类除草剂，1969年研发，1972年由DowElanco公司（美国陶氏益农的前身）将其引入美国和澳大利亚。